# Либеральная революция (1895)
Либеральная революция 1895 года (исп. Revolución Liberal de 1895) — восстание, поднятое радикальными либералами во главе с Элоем Альфаро против консервативного правительства, правившего Эквадором в течение нескольких десятилетий. Началось 5 июня 1895 года и в конечном итоге привело к свержению консерваторов. Победа революции стала началом периода радикальных социальных и политических перемен в стране. 

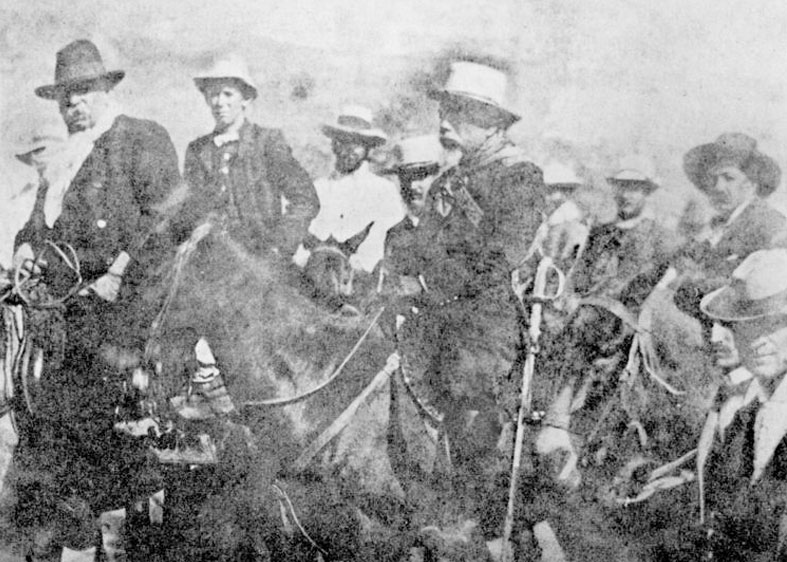
Э. Альфаро в окружении сподвижников

В результате восстания 10-16 апреля 1895 года, вдохновленного консерваторами, прогрессивный президент Луис Кордеро подал в отставку, передав свои обязанности Висенте Лусио Саласару. Временное правительство потеряло контроль, поскольку страна распалась на враждующие группировки с восстаниями в Амбато, Эль-Оро, Гуаякиле, Латакунге, Лос-Риосе, провинции Манаби и Кито. 
Либералы Гуаякиля увидели возможность добиться победы, предложив Элою Альфаро вернуться из изгнания и принять на себя командование своими силами. 5 июня 1895 года в Гуаякиле вспыхнула революция. 19 июня Элой Альфаро прибыл в Гуаякиль из Панамы и принял на себя обязанности Верховного главы Республики. При поддержке партизан, в том числе Леонидаса Пласы, повстанцы Альфаро решительно разгромили правительственные войска в нескольких боях. После того, как правительственная армия потерпела поражение в боях при Чимбо (6 августа) и Гатасо (14 августа), Саласар 15 августа подал в отставку и был заменен Апарисио Рибаденейрой Понсе, членом его кабинета. Новый руководитель исполнительной власти счел вооруженное сопротивление в городе Кито невозможным. Утром 23 августа Понсе бежит из столицы вместе с верными правительству войсками в поисках убежища в Колумбии, что приводит к краху правительства консервативной партии.
4 сентября 1895 года армия Элоя Альфаро вошла в столицу, и он начал фактическое правление как временный президент. В Эквадоре началась эра либерализма, продолжавшаяся до 1912 года, во время которой новое правительство узаконило развод, разрешило свободу вероисповедания и ослабило авторитет церкви, которая потеряла принадлежащие ей земли.